# Komenda (Ghana)
Komenda miasto w dystrykcie Komenda/Edina/Eguafo/Abirem w Regionie Centralnym w Ghanie, 18,800 mieszkańców (2000).
W roku 1598 Holendrzy zbudowali tam fort.